# 10 cm FH M 14
Гаубица 10 cm FH M 14 (известна также, как Škoda 100-mm houfnice vz. 14) выпускалась с 1914 года чешским заводом Škoda. Принята в экстренном порядке на вооружение Австро-Венгерской армии вместо устаревшей гаубицы 10 cm FH M 99 во время Первой мировой войны.

## Конструктивные особенности и модификации
К щиту орудия были присоединены сиденья для двух артиллеристов. Большинство лафетов гаубиц имели колёса на деревянных спицах так, что их могла тянуть шестёрка лошадей. При необходимости перевозки по бездорожью орудие можно было разобрать на три части и погрузить в отдельные повозки. В межвоенный период некоторые орудия получили резиновые шины и лишились сидений для артиллеристов, что позволило буксировать их автотранспортом. Основные характеристики гаубицы образца 1914 года:
- Калибр — 104 мм;
- Длина ствола — 1,93 м (19 калибров);
- Вес орудия в боевом положении — 1350 кг;
- Углы вертикальной наводки — от −7,5° до +48°, горизонтальной — 5,5°;
- Начальная скорость — 407 м/с;
- Скорострельность — до 8 выстрелов в минуту
- Дальность стрельбы — 8400 м;
- Вес снаряда — 14 кг[2].

### Škoda houfnice vz. 14/19

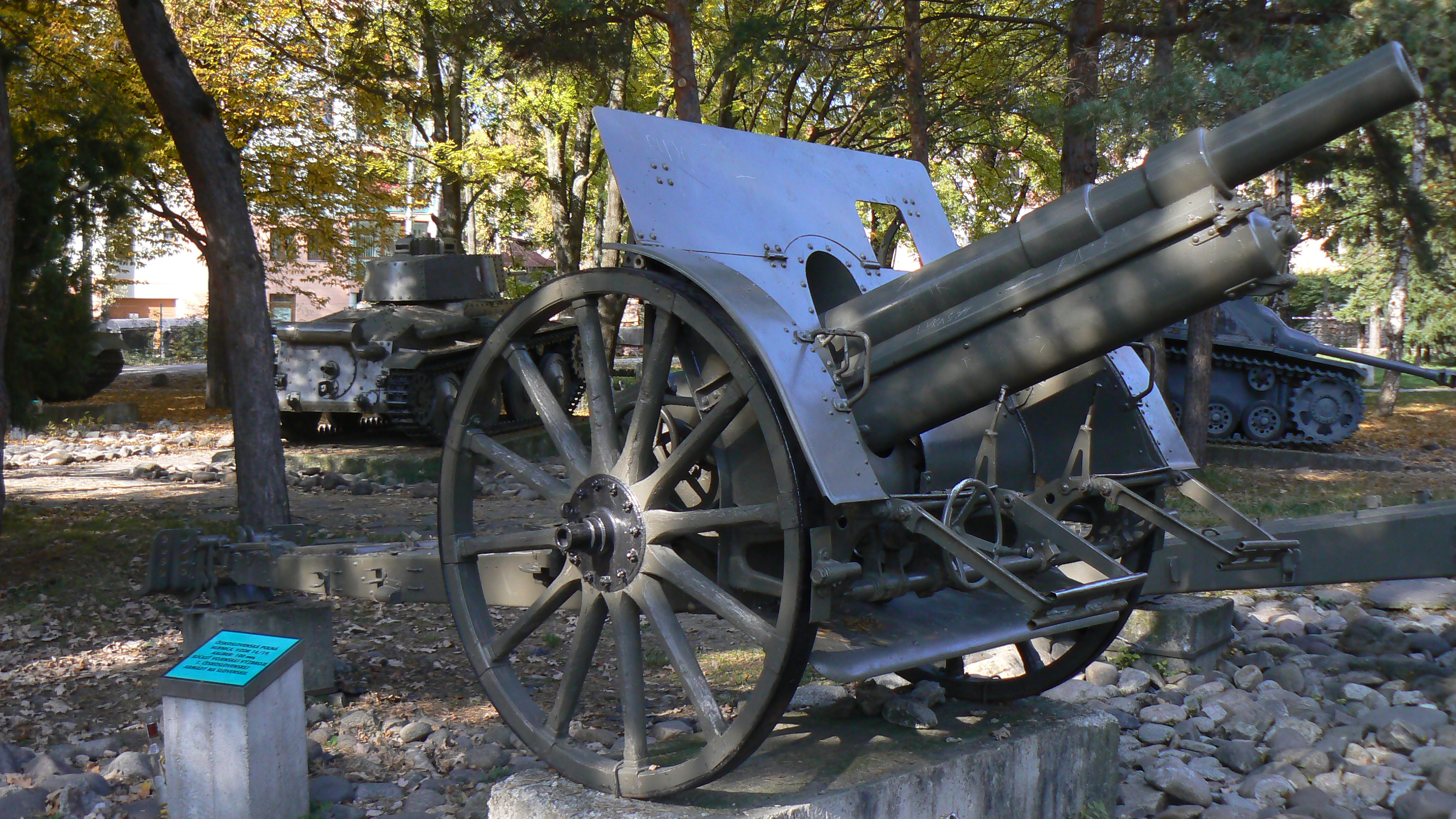
Škoda 100-mm vz. 14/19

В 1919 году гаубица была значительно модернизирована и получила обозначение «Škoda 100-mm vz. 14/19». Основным улучшением стало удлинение ствола, что увеличило дальнобойность орудия. В таком варианте оно выпускалось в Чехословакии до 1938 года, активно поставлялась на экспорт, а также производилась по лицензии в Польше на заводе в Стараховице под маркой «100 mm wz.1914/19P». Основные характеристики данного образца орудия, отличные от образца 1914 года:
- Длина ствола — 2,4 м (24 калибра);
- Вес орудия в боевом / походном положении — 1505 / 2025 кг;
- Начальная скорость — 415—417 м/с;
- Максимальная дальность стрельбы — 9970 м[2].

## Эксплуатанты
В ходе Первой мировой войны орудие использовалось Австро-Венгрией (М-14 Feldhaubitze), а в межвоенный период — армиями появившихся на её месте Австрийской республики, королевства Венгрии (10 cm Škoda 14 M.), Чехословакии, а также Албании, Греции, Италии (Obice dа 100/17 Modelo 14), Польши (100 mm haubica wz. 1914) и Югославии. В Италии количество этих орудий было столь значительно, что для них наладили местное производство снарядов и запасных частей. Всего было выпущено много тысяч гаубиц обеих моделей, что сделало их одними из самых массовых и распространённых в Центральной Европе в межвоенный период.

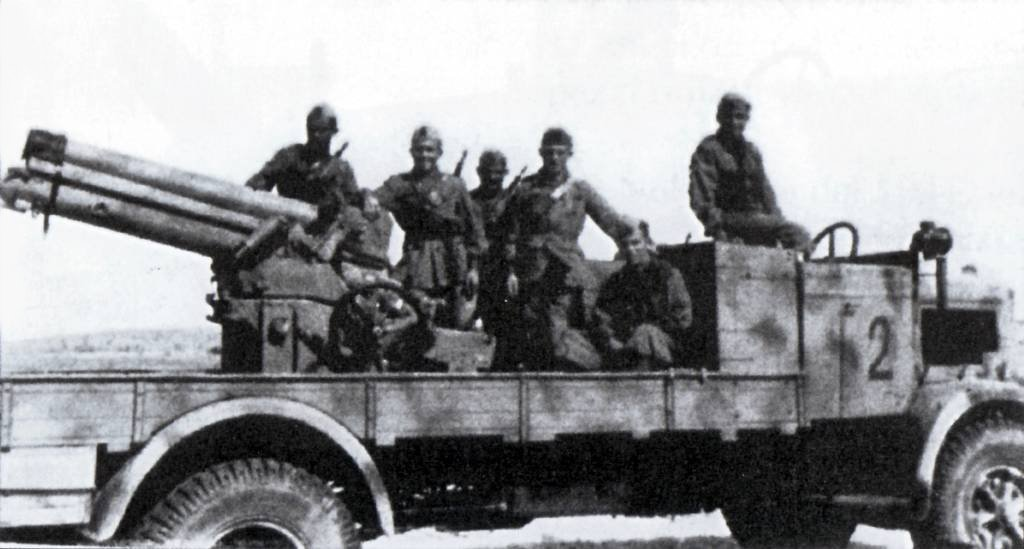
Противотанковая пушка 100/17 Lancia 3Ro, участвовавшая в Североафриканской кампании

Королевская итальянская армия в ходе Первой мировой войны захватила у Австрии 1222 гаубицы 10 cm Mod. 14/16, а ещё 1472 были получены после войны в качестве репараций. Трофейные орудия именовались Obice da 100/17 Mod. 14 и Obice da 100/17 Mod. 16. Арсенал в Турине разработал для них представленную в 1932 году новую серию боеприпасов, которые включали и химические снаряды. К началу Второй мировой войны у Королевской армия и пограничных частей (Guardia alla Frontiera) числилось 1325 Mod. 14 австрийского типа и 199 гаубиц, у которых деревянные колёса были заменены шинами для использования в моторизованных дивизиях. Артиллерия горных войск Alpini располагала 181 орудием Mod. 16. Во время Североафриканской кампании итальянские войска устанавливали гаубицы 100/17 Mod. 14 на тяжелые грузовики Lancia 3Ro и применяли их как мобильные противотанковые пушки.

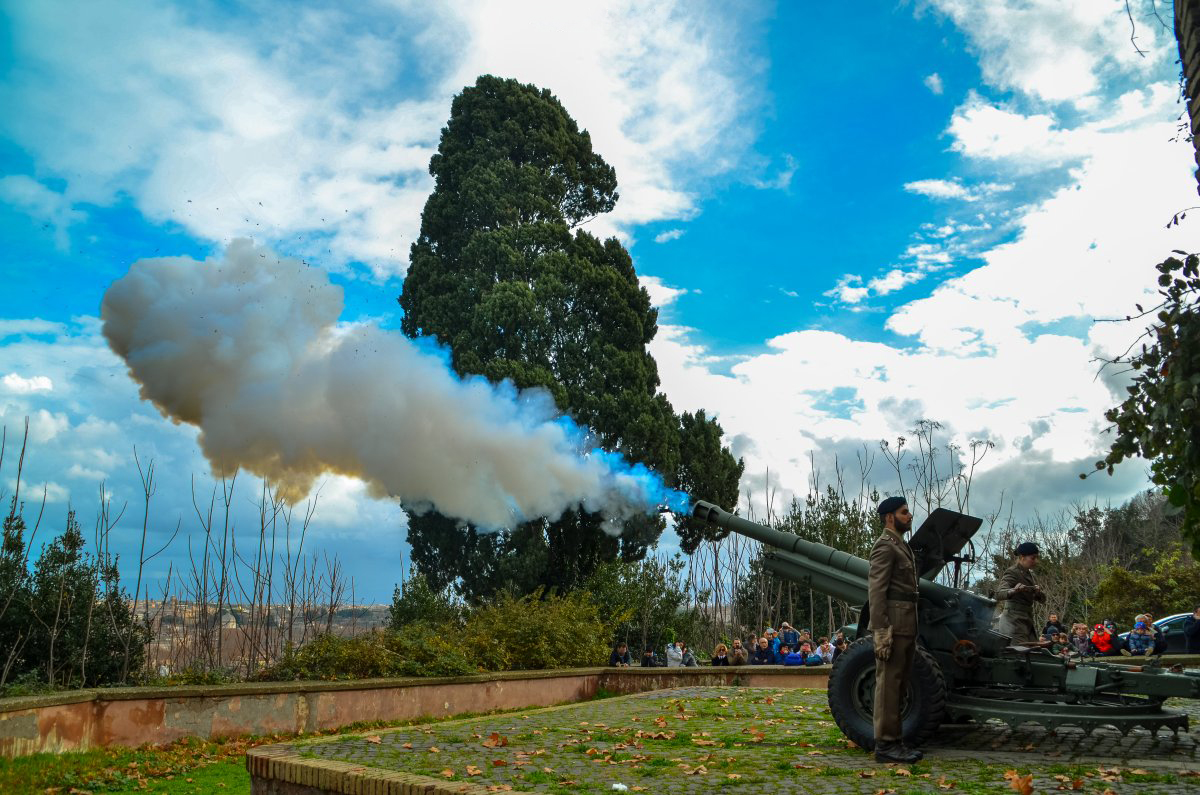
Полуденный выстрел гаубицы 105/22 Mod. 14/61 с холме Яникул в Риме. Видны детали, установленные при модернизациях 1950—1960-х гг.

По окончании Второй мировой войны некоторые из сохранившихся гаубиц прошли модернизацию в Арсенале Неаполя для использования в составе горной артиллерии, они получили наименования 100/17 Mod. 14 mont. и 100/17 Mod. 16 mont. Во второй половине 1950-х годов орудия вновь были доработаны: 100/17 Mod. 14/50, предназначавшиеся для полевой артиллерии Армии Италии, получили поворотный круг, резиновые шины и щит, позаимствованные у находившихся на складах британских 25-фунтовых гаубиц Ordnance QF, а на 100/17 Mod. 14/16/50для частей горной артиллерии поворотный круг не устанавливлся.
В 1961 году последовала очередная модификация: ствол орудия был удлинён и перекалиброван под боеприпасы NATO, в результате чего соотношение его длины к калибру составило 105/22; новая версия была названа 105/22 Mod. 14/61. Ими оснащались группы полевой артиллерии моторизованных дивизий сухопутных войск.
После реформы 1975 года орудия 105/22 Mod. 14/61 были выведены из эксплуатации и переданы на хранение, где и находились до 1984 года. На данный момент, кроме музейных экспонатов и орудий, находящихся в экспозициях мемориалов, в Италии в рабочем состоянии сохранилась единственная гаубица 105/22 Mod. 14/61: она находится на римском холме Яникул и с 1991 года ежедневно используется для производства выстрелов в полдень.
Во Второй мировой войне трофейные орудия использовались вермахтом под обозначением:
- бывшие австрийские, полученные в результате Аншлюса — 10 cm leFH 14(ö);
- гаубицы образца 1914 года, захваченные: 10-сm leFH-315(I) — в Италии, 10cm leFH-316(g) — в Греции и 10-cm leFH-316(j) — в Югославии;
- гаубицы образца 1914/1919 года: 10 cm leFH 14/19(t) — 382 единицы, захваченные Чехословакии, leFH 14/19(p) — 676 единиц захвачены в Польше, из них 72 в конце 1940 г. проданы Румынии, leFH 316(j) и leFH 14/19(g) — захвачены соответственно в Югославии (около полусотни) и в Греции[2].

Кроме того, на складах Красной Армии имелось две-три сотни трофейных 100-мм гаубиц образца 1914/1919 года польского и прибалтийского происхождения. Возможно они применялись в ходе войны, поскольку для них в 1941 и 1942 годах были изданы «Таблицы стрельбы».

## Комментарии
1. ↑  В различных источниках название орудия варируется: «Škoda 100-mm houfnice vz. 14/19»[2], «Škoda 100mm Model 14/19»[3].